# Danmarks civile Hundeførerforening
Danmarks civile Hundeførerforening (DcH), hvis fulde navn er Landsforeningen Danmarks civile Hundeførerforening. Foreningen er en sammenslutning af lokalforeninger med hunden som interesseområde.
DcH beskæftiger sig med hundetræning, hundeadfærdsforskning, hundeprøver og hundekonkurrencer.
Ydermere beskæftiger DcH sig med rådgivning og vejledning og indgår i samarbejde med offentlige myndigheder vedrørende hundens tarv, eksempelvis har DcH deltaget i Justitsministeriets udvalgsarbejde vedrørende forbuddet af farlige hunderacer i Danmark.